# Comunità Montana Intemelia
Die Comunità Montana Intemelia war eine Comunità montana in der norditalienischen Region Ligurien. Politisch gehörte sie zu der Provinz Imperia. Die Comunità montana bestand aus den 16 Gemeinden Airole, Apricale, Bajardo, Camporosso, Castelvittorio, Dolceacqua, Isolabona, Olivetta San Michele, Perinaldo, Pigna, Rocchetta Nervina, San Biagio della Cima, Seborga, Soldano, Vallebona und Ventimiglia.
Das Territorium der Comunità Montana Intemelia umfasste das Gemeindeland im Val Nervia und an der Riviera di Ponente liegender Kommunen. Der Verwaltungssitz befand sich in der Gemeinde Dolceacqua.
Durch ein Regionalgesetz aus dem Jahr 2010 wurden die Comunità montane der Region Ligurien abgeschafft. Die Verwaltungsgemeinschaft befindet sich in Liquidation.